# Ševětín
Ševětín (německy Schewetin) je městys ležící v okrese České Budějovice v Jihočeském kraji šestnáct kilometrů severovýchodně od Českých Budějovic. Vedou jím železniční trať Praha – České Budějovice se stanicí Ševětín a silnice II/603. Od roku 2019 prochází západně od městyse dálnice D3. Žije zde přibližně 1 400 obyvatel.

## Historie
Okolí obce bylo osídleno již v pravěku a v raném středověku. První písemná zmínka o obci pochází z roku 1352. Roku 1228 je zmíněn Ševětín na Prácheňsku ve vztahu k svatojiřskému klášteru v Praze; mohlo se však jednat o zaniklý Ševětín na Horažďovicku.
Dne 11. listopadu 2008 byl obci jako jedné z prvních v České republice nově udělen status městyse (dosavadním městysům byl většinou pouze obnoven původní status).
V roce 2011 došlo k odstranění budovy staré farní školy u kostela (náměstí Šimona Lomnického č. 24). Uvolněný prostor byl využitý ke spojení Malého náměstí a náměstí Šimona Lomnického, čímž vzniklo nové velké náměstí oficiálně otevřené 26. prosince 2011. Na náměstí je umístěný pomník plukovníka Václava Hořejšího, pomník Šimona Lomnického, pomník obětem první a druhé světové války, fontána Šimona Lomnického, meteorologický sloup a informační tabule.
Od 1. července 1975 do 23. listopadu 1990 k městysi patřily Drahotěšice a Chotýčany.

## Pamětihodnosti
Farní kostel sv. Mikuláše, původem raně gotický z konce 13. století. První písemná zmínka o něm pochází z roku 1356. Jednolodní stavba s pětiboce zakončeným presbytářem, obdélnou sakristií po severní straně a trojpatrovou barokní věží (vyobrazenou v obecním znaku) nad spojením lodi a presbytáře.
Fara byla postavena v letech 1722–1724 podle projektu Antona Erharda Martinelliho. Předtím zpracoval projekt na stavbu této fary Pavel Ignác Bayer, k realizaci Bayerova projektu však nedošlo.

## Impaktní kráter
V okolí obce se podle názoru některých badatelů vyskytuje obří dopadový kráter (tzv. Ševětínská struktura) o průměru asi 46 kilometrů. Ve skutečnosti se však zřejmě o impaktní kráter nejedná (jak dokazuje geologický rozbor sedimentů).

## Osobnosti
- Šimon Lomnický z Budče, renesanční spisovatel, v Ševětíně prožil většinu života, zastával zde i úřad rychtáře
- Jan Evangelista Chadt-Ševětínský, lesník a historik, v Ševětíně studoval
- Václav Hořejší, pilot 311. bombardovací perutě RAF

## Fotogalerie

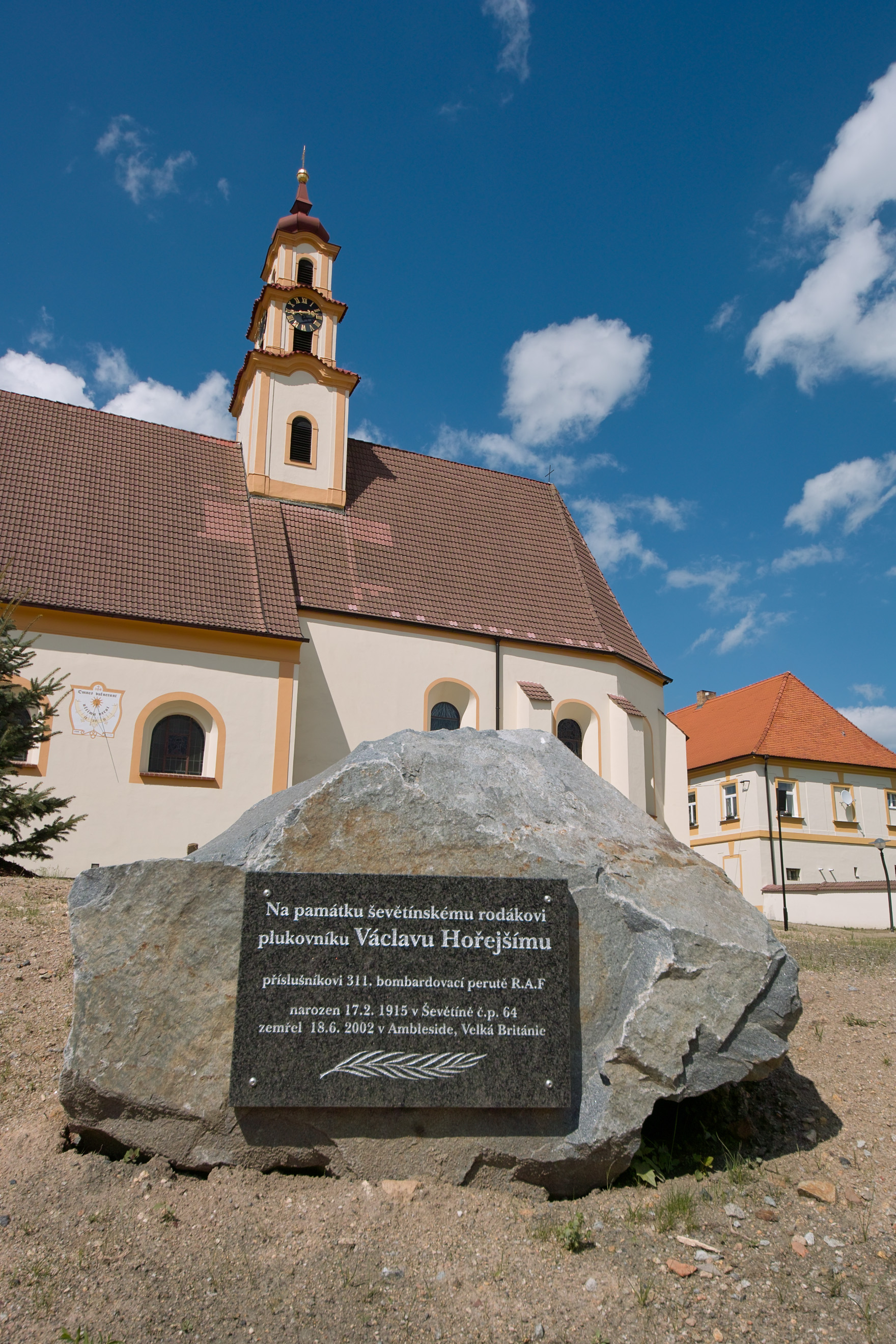
Pomník letce Václava Hořejšího
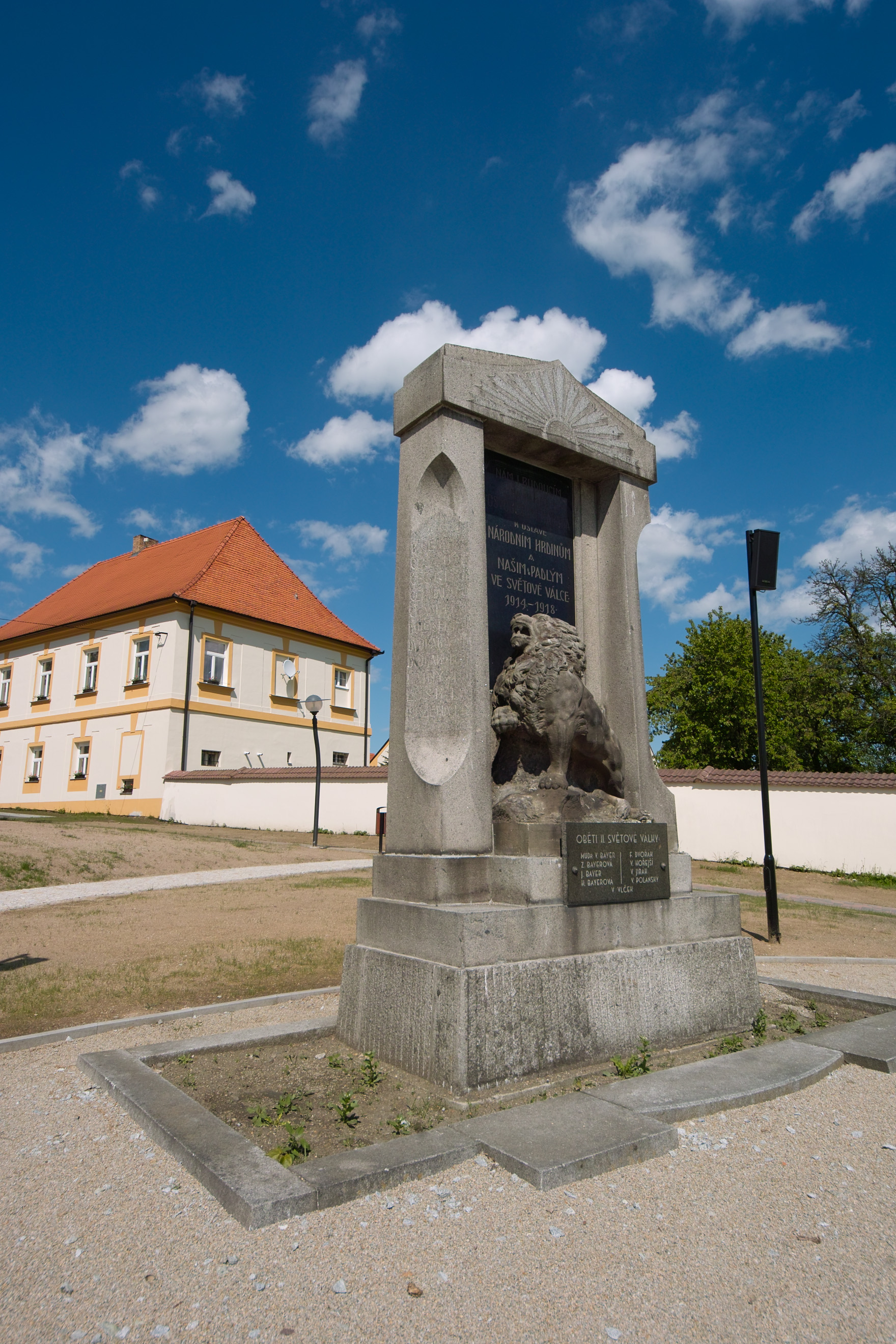
Pomník obětem první a druhé světové války
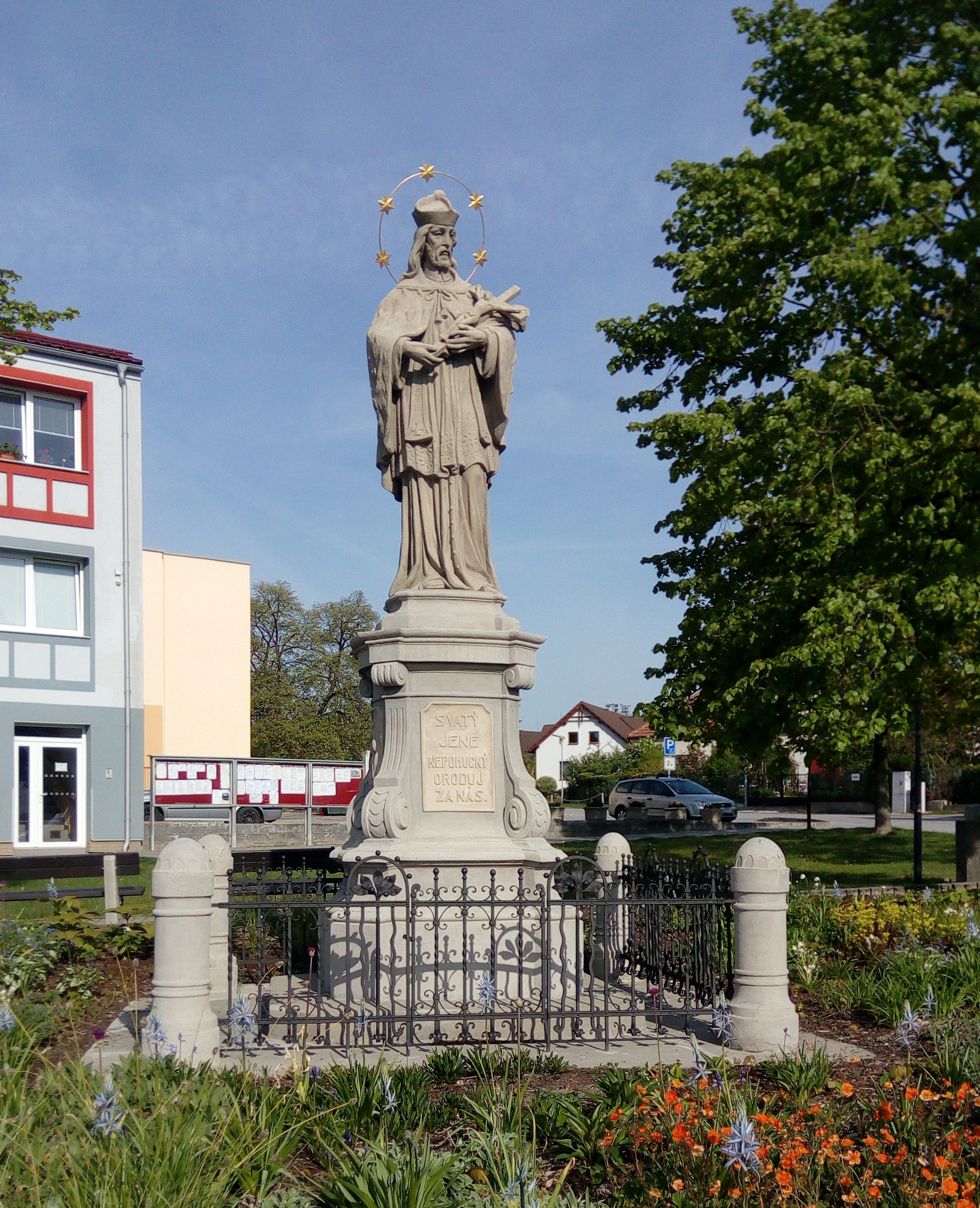
Socha sv. Jana Nepomuckého na náměstí Šimona Lomnického
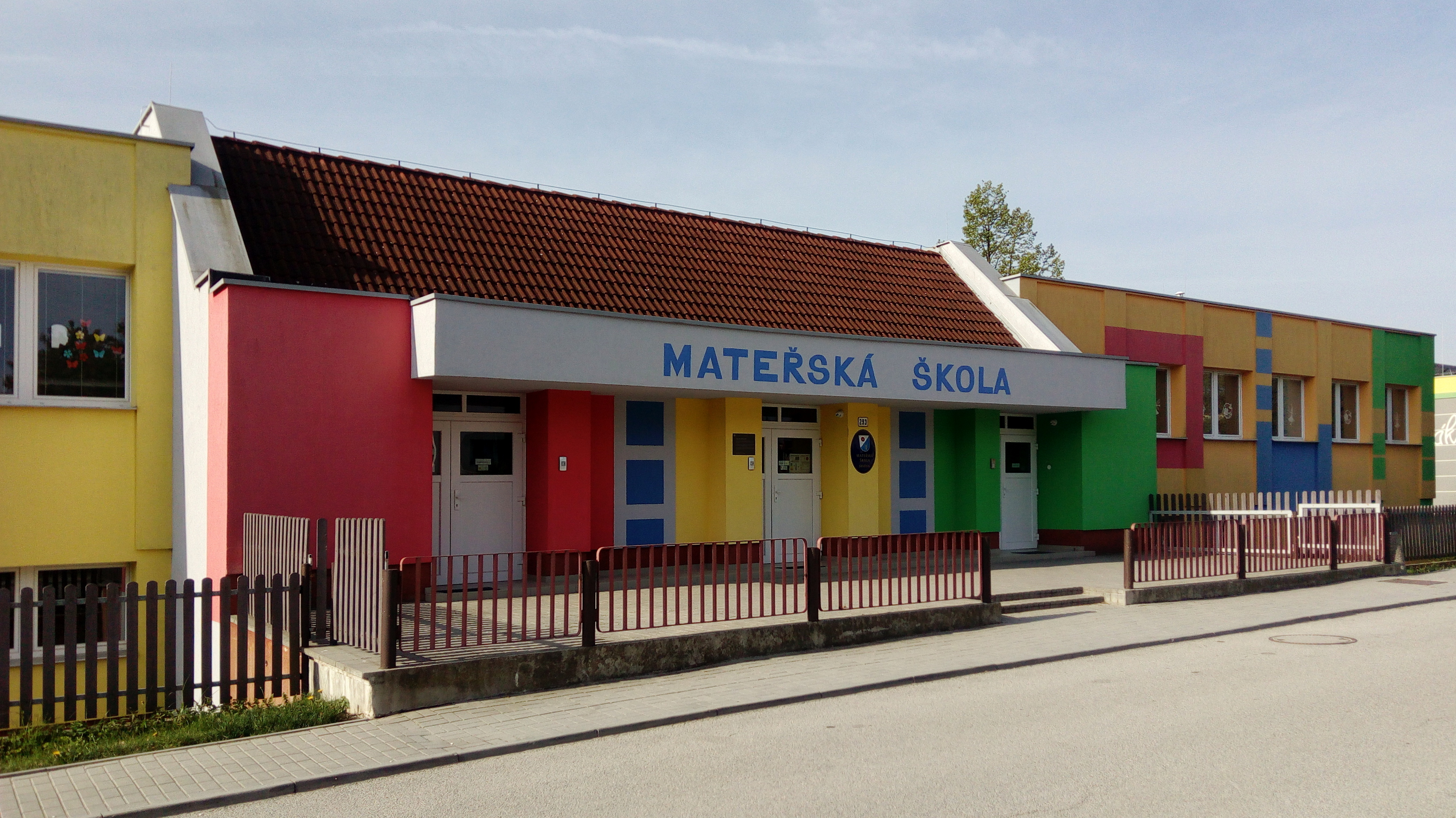
Mateřská škola
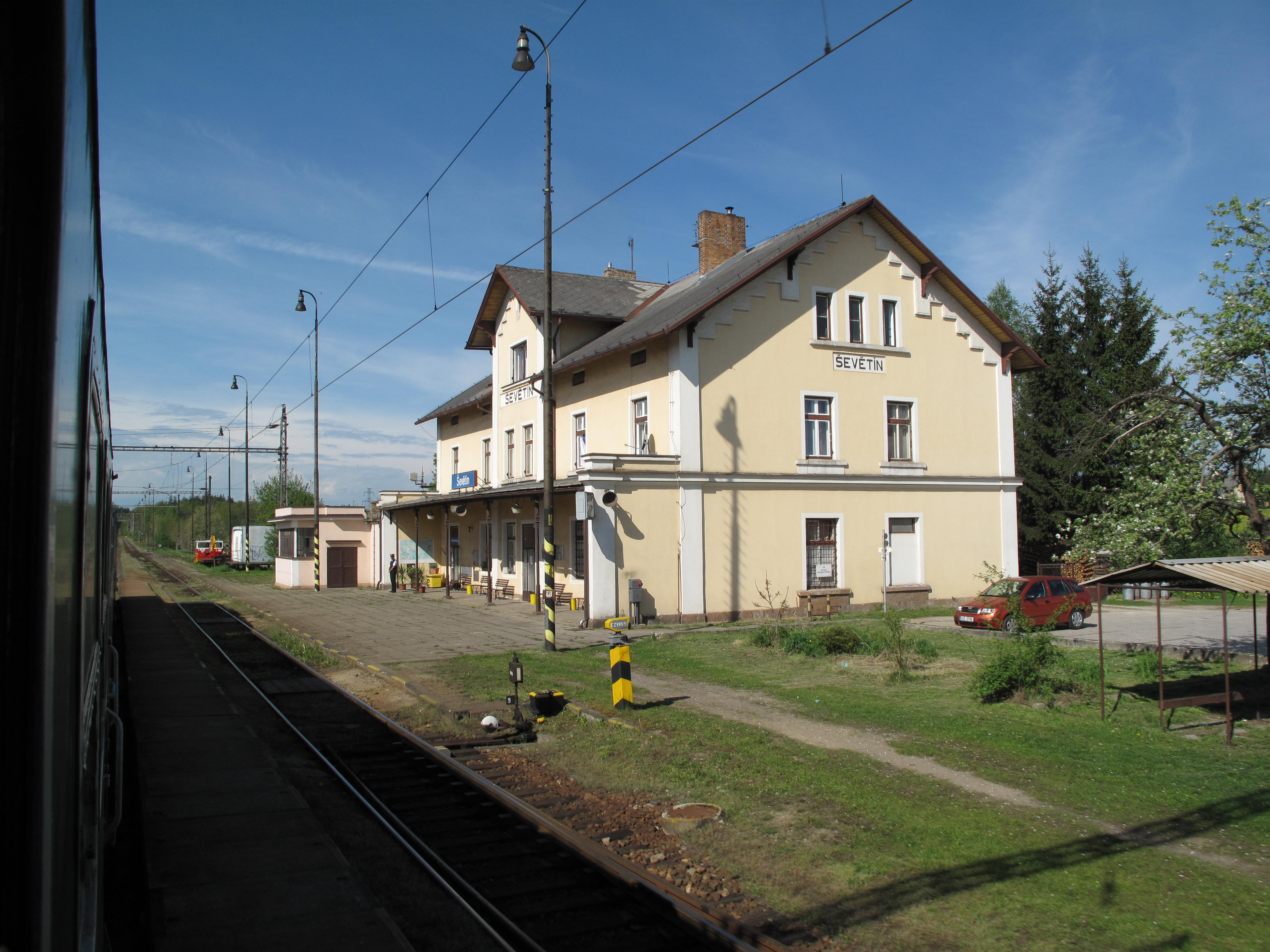
Železniční stanice
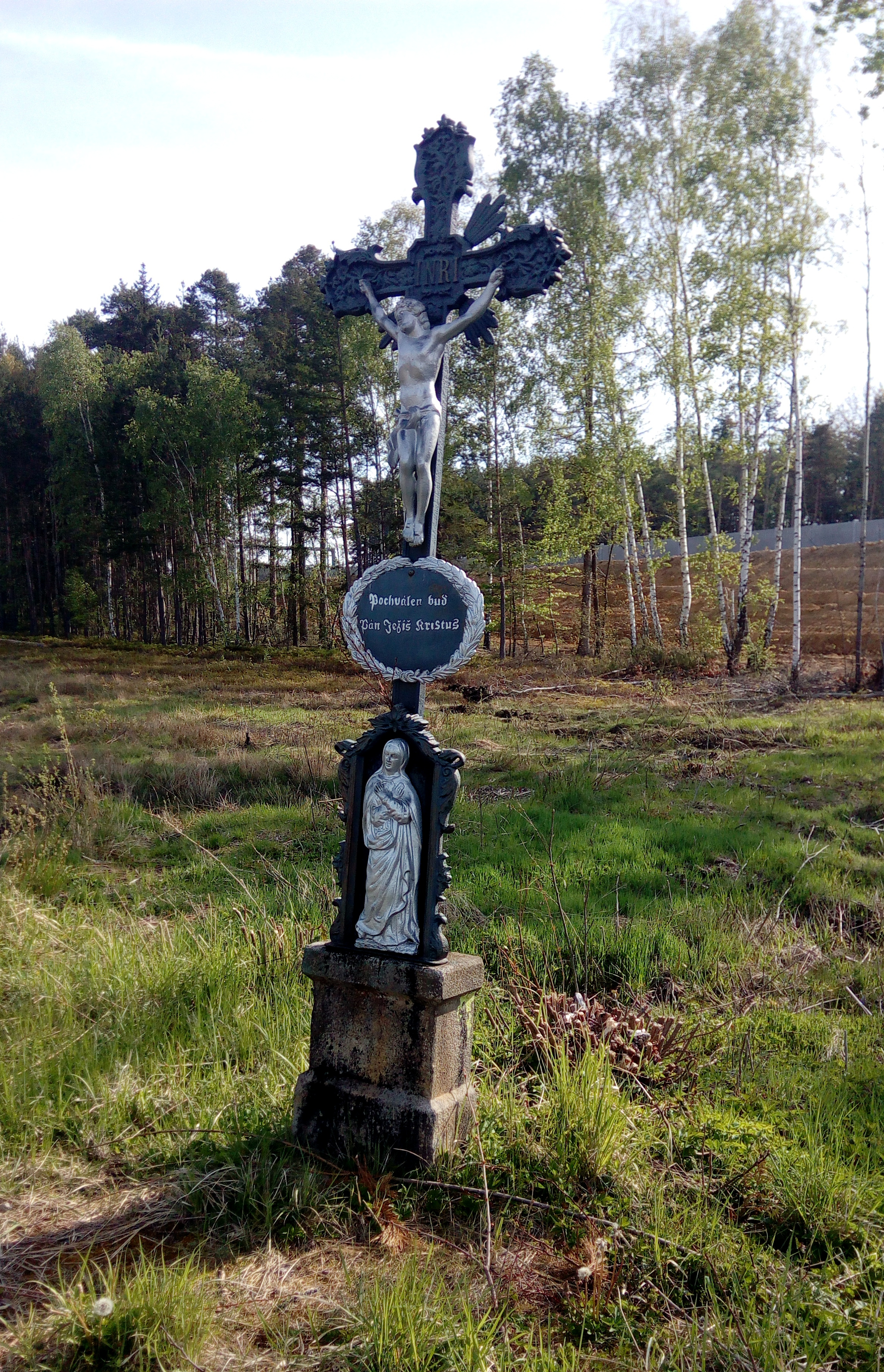
Křížek za dálnicí
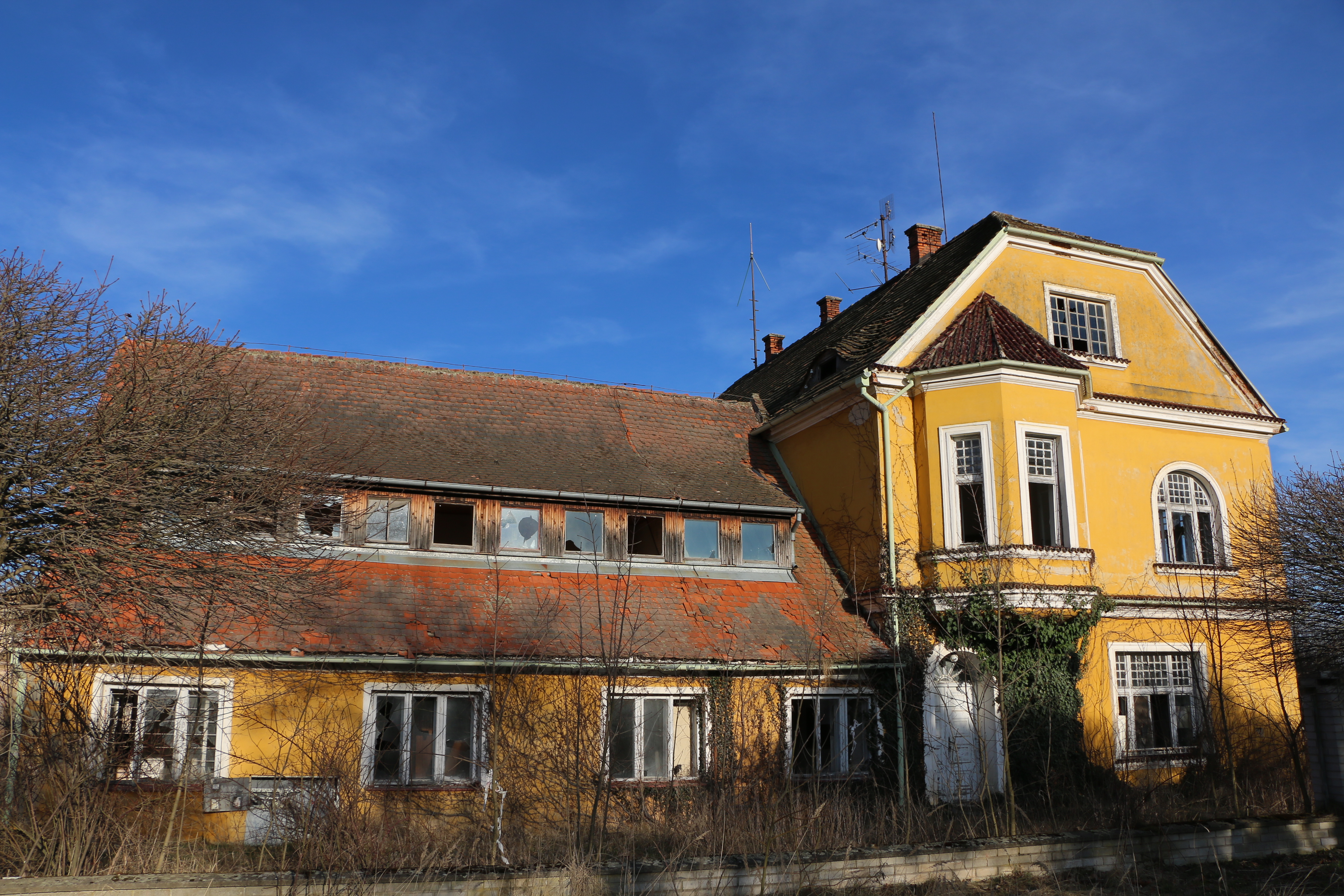
Panský dvůr Švamberk, zbořený v roce 2019
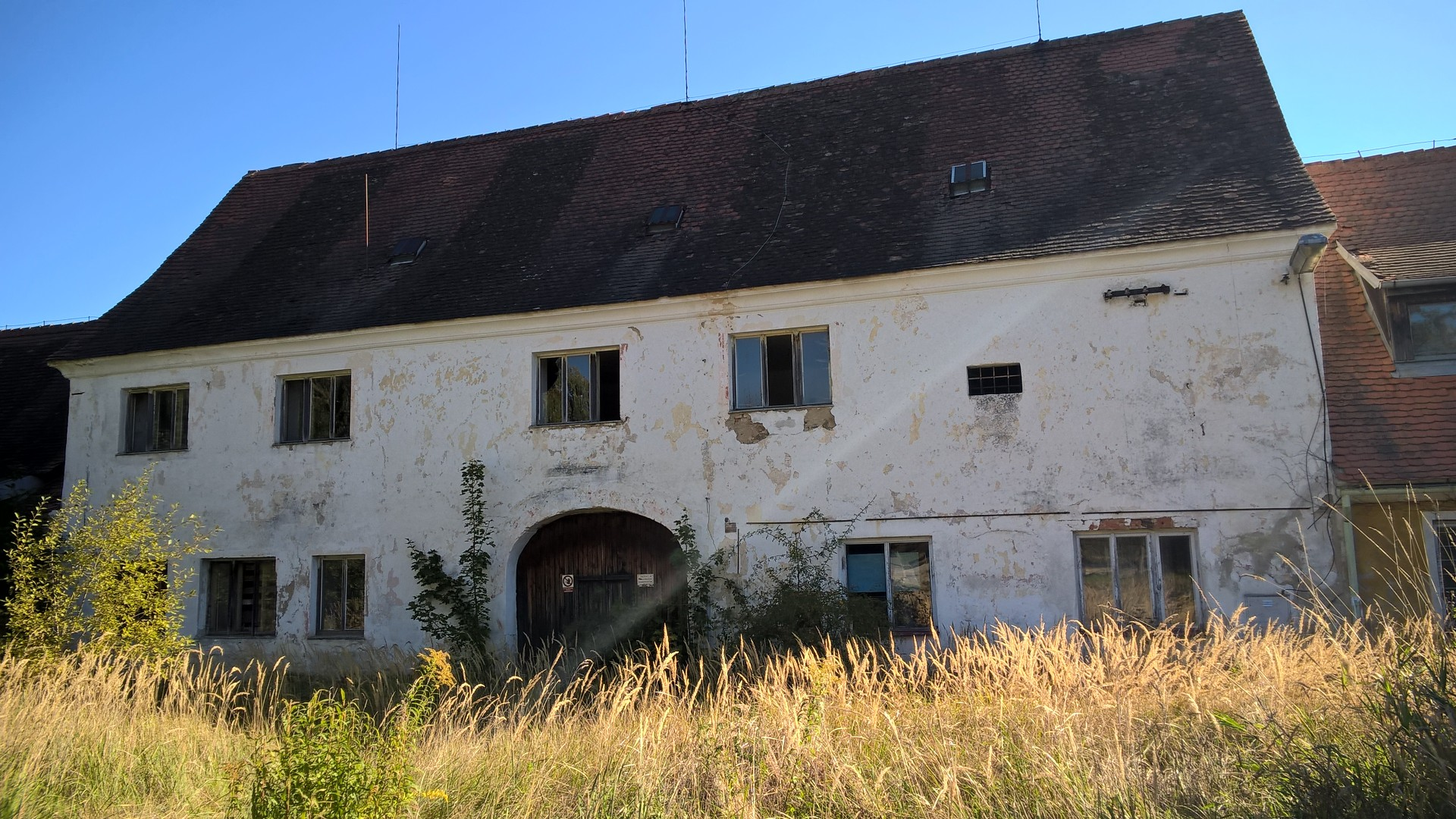
Panský dvůr Švamberk - hospodářská budova